# Société anonyme des artistes peintres, sculpteurs et graveurs

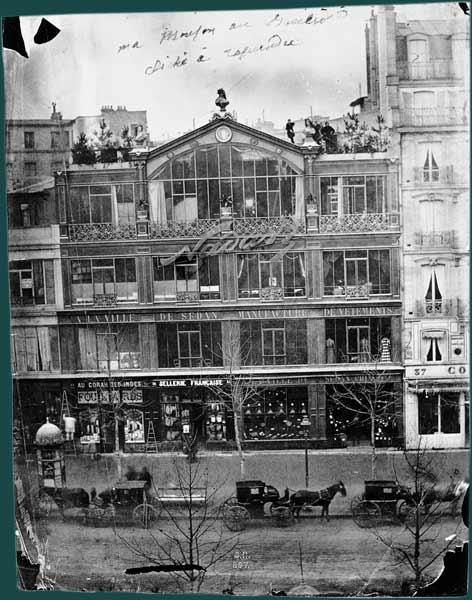
Le 35 boulevard des Capucines (Paris) vers 1870, photo de Nadar.

La Société anonyme coopérative des artistes peintres, sculpteurs et graveurs est une association d'artistes organisée en société anonyme, créée le 27 décembre 1873 par des artistes de ce qui deviendra ensuite le mouvement impressionniste qui veulent exposer librement. La charte signée ce jour-là indique que la société recevra le dixième des ventes effectuée pendant la Première exposition des peintres impressionnistes. Le jour même de la fondation de la société, les artistes, qui cherchent une salle pour leur exposition future, retiennent le lieu-même où ils se sont réunis pour signer la charte : celui des ateliers de Nadar, à l'angle de la rue Daunou et du boulevard des Capucines, qui portera quelques mois plus tard le nom d'« Anciens Salons Nadar » au 35 boulevard des Capucines. Du fait de son adresse, Edgar Degas suggère de baptiser la société anonyme « La Capucine ». Mais comme ce nom est aussi le titre d'une célèbre chanson de la révolution de 1789, les signataires rejetèrent son idée, craignant d'effrayer le public puisque l'exposition projetée devait se tenir au même moment que le Salon de peinture et de sculpture où nombre d'entre eux ont été refusés.
La société est dissoute le 14 octobre 1874.

## Histoire

### Origine

L'Atelier du peintre par Gustave Courbet, 1855, musée d'Orsay.

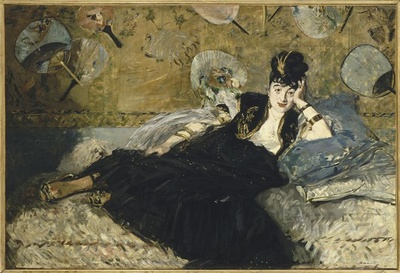
La Dame aux éventails, portrait de Nina de Callias, Manet, 1873, musée d'Orsay.

Le peintre Gustave Courbet, dont trois tableaux ont été refusés à l'exposition universelle de 1855 : L'Atelier du peintre, Les Baigneuses, et L'Enterrement rebaptisé Un enterrement à Ornans, fait construire, pour les exposer avec trente sept de ses œuvres le Pavillon du réalisme, 5 avenue Montaigne. Cette manifestation attire beaucoup de jeunes peintres : Manet, Pissarro, Whistler et d'autres venus de Suisse, d'Italie, de Belgique, de Grande-Bretagne. Mais pour autant, Courbet ne prend pas la tête du mouvement des artistes qui vont fonder la société anonyme. Il sert surtout d'exemple. Et c'est chez un ami de Courbet, François Bonvin que plusieurs artistes exposent leurs tableaux en 1859. Parmi ceux-là : Whistler, Legros, Ribot, Fantin-Latour et Eugène Boudin qui déclare alors : « Courbet m'a déjà affranchi de ma timidité »
La révolte des futurs impressionnistes prend corps entre 1860 et 1871, avec le Groupe des Batignolles, qui réunit, autour d'Édouard Manet, de nombreux peintres qui habitent ce quartier surnommé La Petite Pologne et qui va de la place Clichy à la plaine Monceau. Beaucoup de peintres y ont leur atelier, comme Renoir et Bazille qui partagent le même atelier. D'autres, comme Pissarro qui habite la banlieue, viennent de plus loin pour assister à ces réunions, soit dans l'atelier de Manet, soit au Café Guerbois. Cézanne et Charles Cros se rencontrent chez Nina de Callias rue Chaptal puis rue des Moines. Dès 1866, dans ce groupe d'artistes, l'idée d'exposer leurs œuvres eux-mêmes est née. Cézanne et Bazille, qui ont été refusés au Salon, déclarent à Antoine-Fortuné Marion, ami de jeunesse de Cézanne « Il ne nous reste plus qu'à exposer nous mêmes et à faire une concurrence mortelle à tous ces vieux idiots borgnes . Bazille écrit à ses parents que lui-même et ses camarades sont résolus à exposer leurs œuvres dans un atelier. Dès 1877, Durand-Ruel s'intéresse aux peintres de ce groupe. » En 1872, Cézanne, Renoir, Manet et Berthe Morisot, ont présenté des toiles au salon, mais seuls Manet et Morisot ont été acceptés.
Le Salon de 1873 a été houleux. Les artistes qui se sont vus refuser leurs travaux se plaignent des choix conservateurs du jury. Berthe Morisot n'a qu'un seul tableau accepté Blanche, œuvre très conventionnelle qui représentait sans doute Blanche Pontillon bébé. À partir de là, la décision est prise : les artistes vont s'associer pour exposer eux-mêmes leurs œuvres. En 1873, l'écrivain Paul Alexis annonce le projet de leur association dans L'Avenir national en précisant : « [...] que cette association ne sera pas une chapelle. [Les artistes] ne veulent unir que des intérêts et non des systèmes et ils souhaitent l'adhésion de tous les travailleurs .»
Manet refuse de participer à cette association, craignant de perdre les faveurs du jury du Salon où il est bien accepté. Monet souhaite un nombre restreint de participants pour donner une image nette de leur but, Degas au contraire veut un rassemblement très large, comprenant les artistes acceptés au salon. Il écrit à Giuseppe De Nittis « Puisque vous êtes accepté au Salon, on ne pourra pas dire que nous sommes une manifestation de refusés .»

### Création de la société

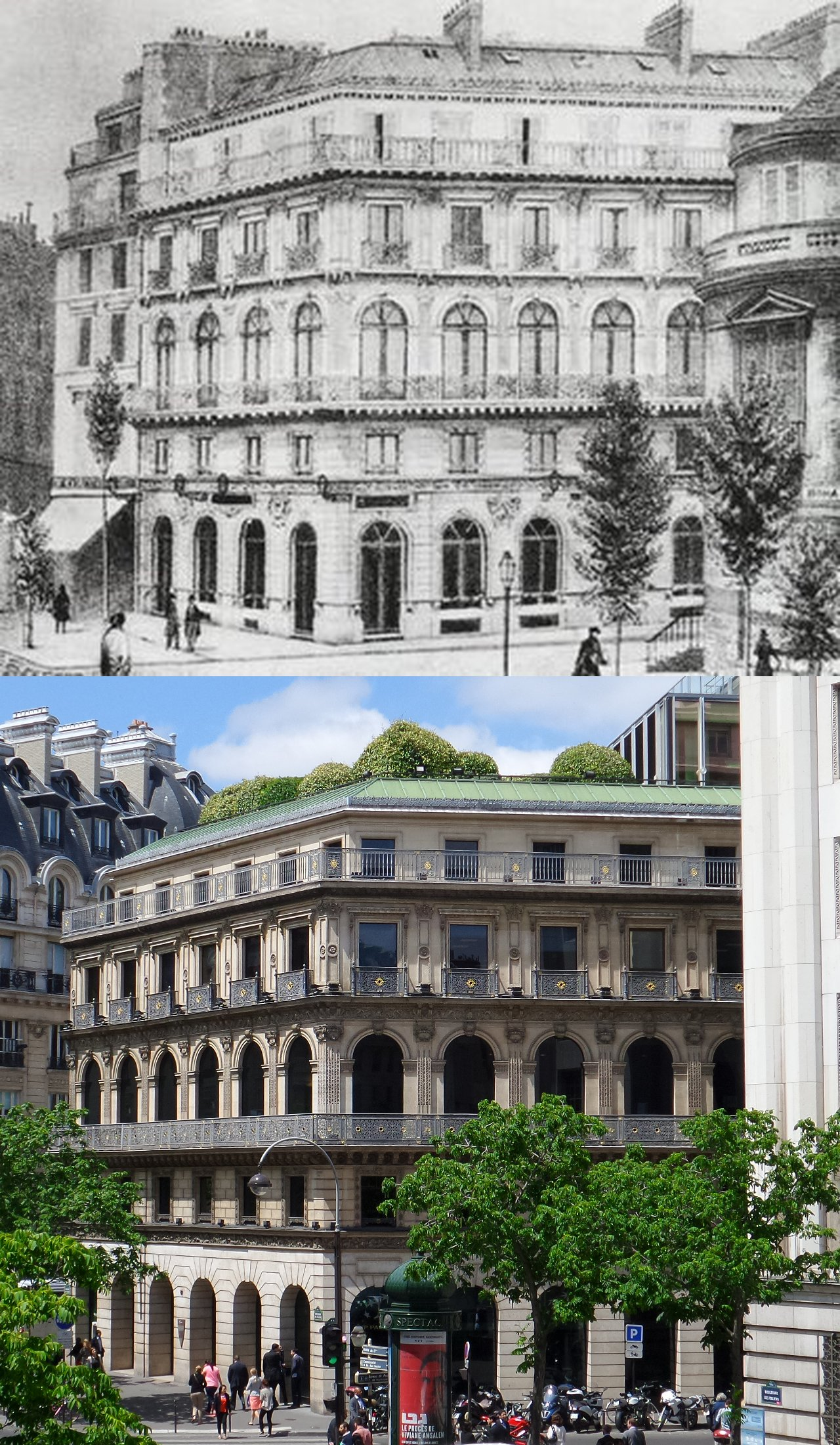
La Maison dorée, 1900-2014.

La charte signée le 27 décembre 1873 par Claude Monet, Auguste Renoir, Alfred Sisley, Camille Pissarro, Edgar Degas, Pierre Prins a pour but d'organiser une coopérative : La Société des artistes français, qui va prendre le nom de Société anonyme des artistes peintres, sculpteurs et graveurs. Berthe Morisot y adhère seulement après la mort de son père, abandonnant le Salon officiel pour les expositions impressionnistes dont elle va être l'un des éléments marquants. La société des artistes peintres, sculpteurs et graveurs, est une société coopérative à capital et personnel variables, dont le gérant provisoire est un marchand de tableaux : Pierre–Firmin Martin dit « Le Père martin », qui est un des rares marchands à soutenir les impressionnistes dans la période où Durand-Ruel est obligé, pour des raisons financières, de suspendre ses achats . Les artistes y investissent le dixième des ventes effectuées lors de expositions organisées. Ce sera le cas pour la première d'entre elles  chez Nadar, 35 boulevard des Capucines, au 2e étage de l'immeuble. Il y eut encore la célèbre vente aux enchères de Drouot qui fit scandale : Berthe Morisot fut traitée de prostituée par un détracteur auquel Pissarro envoya son poing dans la figure,. Ce qui déclencha une bagarre générale, la police fut appelée en renfort.

### Bilan et suites: d'autres expositions

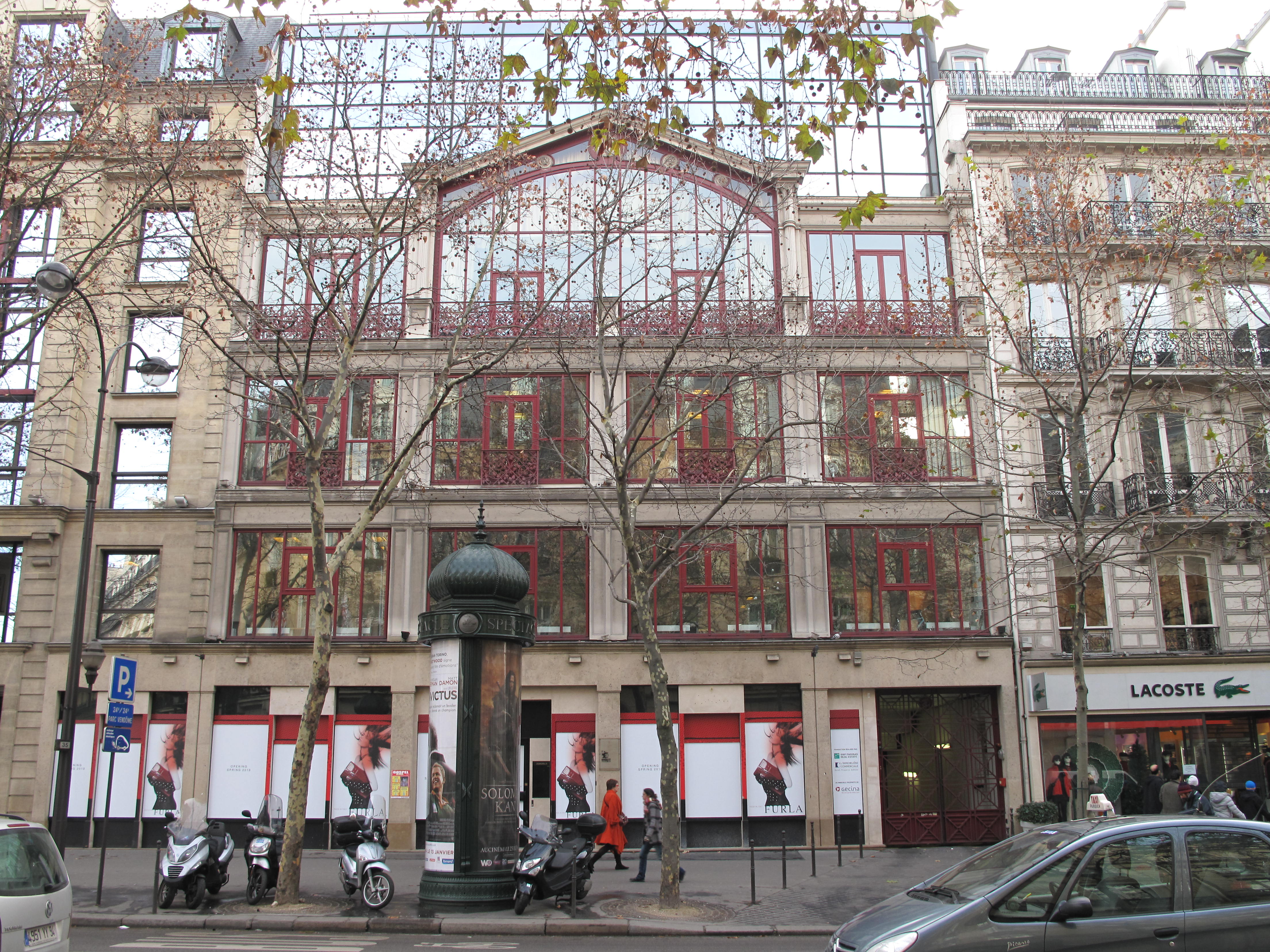
Atelier Nadar, le même lieu en 2009, la façade ayant été préservée.

La Société anonyme organise la première des huit expositions impressionnistes : la première exposition a lieu du 15 avril au 15 mai 1874, elle réunit 30 exposants chez Nadar qui a loué son atelier parmi lesquels, outre Monet, Cézanne, Degas, Pissarro, se trouvent Eugène Boudin, le graveur Félix Bracquemond, Cals, Stanislas Lépine, Henri Rouart. En attirant 3 500 visiteurs durant son mois d'ouverture, la manifestation n'a relativement pas le succès attendu cependant qu'un grand nombre de critiques et de journalistes sont hostiles ou du moins engendre une polémique, qui malgré tout, fait du bruit et donc provoque de l'intérêt. La Société se retrouve au bord de la faillite à l'issue de la manifestation, l'obligeant à procéder à sa dissolution.
La dissolution de la société en 1874 n'empêche pas les membres du groupe des impressionnistes d'organiser sept autres expositions. On dispose des huit catalogues qui ont été imprimés et permettent de garder une trace précise de ces événements et des exposants.
- La deuxième exposition est organisée en avril 1876 par Paul Durand-Ruel dans sa galerie au 11 rue Le Peletier[22].
- La troisième exposition (sans titre) se tient 6, rue Le Peletier en avril 1877, le local de Durand Ruel étant loué pour trois ans. Le 6 rue Lepeletier est un appartement loué pour l'occasion[23].
- La quatrième exposition intitulée « Exposition faite par un groupe d'artistes indépendants, réalistes et impressionnistes » se tient au 28, avenue de l'Opéra du 10 avril au 11 mai 1879. L'exposition fait un bénéfice, mais on remarque l'absence de Cézanne, de Renoir, de Sisley et de Berthe Morisot[note 3],[24],[25].
- La suivante intitulée « 5e Exposition faite par un groupe d'artistes indépendants », se tient au 10, rue des Pyramides du 1er au 30 avril 1880 et compte quinze exposants dont Gauguin[26]. En même temps, se tient l'exposition Manet à la galerie de La Vie moderne.
- En 1881, la sixième exposition (sans titre) se déroule du 2 avril au 1er mai, au 35, boulevard des Capucines, de nouveau dans les ateliers Nadar, l'immeuble où avait eu lieu la première exposition[27].
- En 1882, la « 7e Exposition des Artistes indépendants »[28] se déroule à compter du 1er mars au 251 rue Saint-Honoré dans un local loué par Durand-Ruel : les salons du Panorama de Reichshoffen[note 4],[29]. On ne trouve que neuf peintres exposés.
- La huitième et dernière manifestation, à nouveau sans titre ou label, a lieu à la Maison dorée au 20 boulevard des Italiens du 15 mai au 15 juin 1886, et compte dix-sept participants[29]. Monet, Renoir et Sisley n'y participent pas car Seurat, un nouveau venu, est à l'origine de bien des disputes, mais pas seulement.

En 1881, l'État abandonnait le Salon officiel et laisse la place au Salon des artistes français, totalement indépendant dont les statuts rédigés le 15 juin 1882 sont reconnus par décret du président de la république le 19 avril 1883. De leurs côtés, les « Néo-impressionnistes », dont Seurat, créent le Salon des indépendants en 1884.